# Trung Sơn, Ninh Bình
Trung Sơn là một phường thuộc tỉnh Ninh Bình, Việt Nam.

## Địa lý
Trung Sơn nằm cách phường Hoa Lư - trung tâm tỉnh lỵ Ninh Bình 18 km về phía Nam, có vị trí địa lý:
- Phía đông giáp phường Tam Điệp.
- Phía tây giáp xã Đồng Thái.
- Phía bắc giáp phường Yên Sơn và phường Yên Thắng.
- Phía nam giáp phường Bỉm Sơn, phường Quang Trung và xã Hà Long của tỉnh Thanh Hóa.

Phường Trung Sơn	có diện tích:	38,15	km², 	dân số:	31.539	người, mật độ dân số: 	827	người/km². 	
Đây là đơn vị có diện tích xếp thứ:	17	, số dân xếp thứ: 	62	và mật độ dân số xếp thứ: 	109	trong số 129 xã, phường ở Ninh Bình.
Phường này nằm trên Quốc lộ 1, 21B.

## Lịch sử
Ngày 17 tháng 12 năm 1982, Hội đồng Bộ trưởng ban hành Quyết định số 200-HĐBT về việc thành lập phường Bắc Sơn, Nam Sơn, Trung Sơn thuộc thị xã Tam Điệp mới thành lập trên cơ tách một phần diện tích và nhân khẩu của thị trấn Tam Điệp và hai xã Yên Bình, Yên Sơn thuộc huyện Tam Điệp.
Ngày 26 tháng 12 năm 1991, Quốc hội ban hành Nghị quyết về việc tái lập tỉnh Ninh Bình từ tỉnh Hà Nam Ninh cũ và phường Trung Sơn thuộc thị xã Tam Điệp, tỉnh Ninh Bình.
Ngày 10 tháng 4 năm 2015, Ủy ban Thường vụ Quốc hội ban hành Nghị quyết số 904/NQ-UBTVQH13 về việc thành lập thành phố Tam Điệp thuộc tỉnh Ninh Bình và phường Trung Sơn trực thuộc thành phố Tam Điệp.
Theo Nghị quyết số 1674/NQ-UBTVQH15 ngày 16/6/2025 về sắp xếp các đơn vị hành chính cấp xã của tỉnh Ninh Bình năm 2025, sắp xếp phường Nam Sơn, phường Trung Sơn và xã Đông Sơn thành phường mới có tên gọi là phường Trung Sơn.

## Kinh tế
Nhà máy chế biến rau quả xuất khẩu của Công ty thực phẩm xuất khẩu Đồng Giao với công suất 10.000 tấn sản phẩm/năm, dây chuyền nước hoa quả cô đặc 5.000 tấn/năm;
Chợ Đồng Giao là chợ đầu mối lớn nhất thành phố Tam Điệp. Chợ nằm ngay trên đường Quốc lộ 1, cạnh ga Đồng Giao và giữa trung tâm thành phố. Tên của chợ phản ánh phần nào lịch sử hình thành chợ trên vùng đất nông trường Đồng Giao xưa mà nay đã trở thành thành phố Tam Điệp. Chợ Đồng Giao là điểm dừng chân của du khách khi qua đây. Mùa xuân đến chợ Đồng Giao và đường phố thành phố Tam Điệp có hoa đào Đông Sơn, khi mùa hè và mùa thu về có dứa Đồng Giao. Mùa đông có chè Tam Điệp và nhiều loài dược liệu quý hiếm đặc sản miền rừng Tam Điệp làm thuốc nam chữa bệnh và bổ dưỡng.
Với vai trò của một tỉnh có sản lượng dứa lớn nhất miền Bắc, Ninh Bình được Bộ Công thương cho phép xây dựng tại Tam Điệp một chợ đầu mối rau quả cũng tại phường Trung Sơn.

## Du lịch

### Hồ Yên Thắng

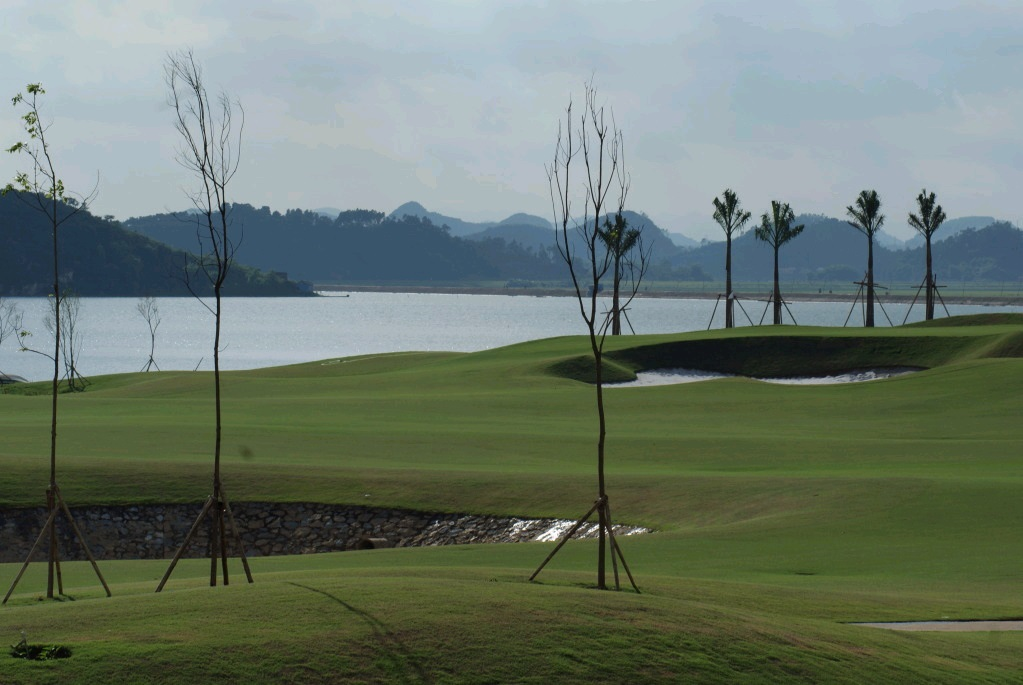
Cảnh sân golf Hoàng Gia bên hồ Yên Thắng

Hồ Yên Thắng là một hồ lớn, có một phần nằm trên địa bàn phường Trung Sơn. Đây là một hồ nước lớn ở giáp giữa Tam Điệp và Yên Mô. Tại hồ này đã xây dựng khu liên hợp thể thao hồ Yên Thắng rộng 773 ha với sân golf Hoàng Gia quy mô 54 lỗ.